# 吉田芳幸
吉田 芳幸（よしだ よしゆき、1944年 - ）は、日本プロテスタント教会であるベタニヤチャーチの長老、神学校（アンテオケ国際神学校・神学院）の理事長。元暴力団・松田組系村田組大日本正義団二代目組長。

## 経歴

### 暴力団員
1944年（昭和19年）に布施市に生まれる。松田組系村田組・大日本正義団の初代会長の弟として活躍。日本の覚せい剤の9割を売買していたと言われる。23歳にして豪邸を建てる。
1975年（昭和50年）に大阪日本橋の路上で、大日本正義団の初代会長で実兄の吉田芳弘（当時36歳）が、山口組系佐々木組組員2人組に射殺される。急遽、兄の後を継いで、二代目会長になる。
佐々木組の上部組織である山口組三代目組長田岡一雄に復讐をするために、3年間もの間、田岡の行きつけの京都のナイトクラブ「ベラミ」に部下を派遣し偵察させ、ベラミの近くにマンションを借りて殺害計画を立てる。
1978年（昭和53年）7月11日、35歳の時、ヒットマンの鳴海清が田岡組長に発砲する（べラミ事件）。田岡は一命を取り留めるが、吉田と鳴海は山口組の復讐から逃げるために潜伏する。事件後しばらくして隠れ家から気晴らしに出かけた鳴海は行方不明になり、六甲山中で惨殺死体になり発見される。
吉田は3か月後の10月に神戸で警察に逮捕。
1979年7月5日、鳴海を匿った犯人蔵匿及び証拠隠滅の罪などで懲役5年の実刑判決が言い渡され、札幌刑務所で5年間の独房生活を送った。
刑務所への収監中から、山口組系の受刑者より何度も命を狙われた。しかし、1984年に山一抗争が勃発し、矛先が変わったことで、事なきを得る。

### 結婚・回心
出所後、6年ぶりに再会したクリスチャンの韓国人女性（李宝倍）と結婚する。結婚後、日本で生活するために吉田美宝子と名を変えた。その後、妻の影響を受けて、1990年（平成2年）、46歳の時に自らもキリスト教の信者となり暴力団を辞め、妻の助言で八百屋で働くようになる。
その後、中学生の同級生により土地売買の仲介の仕事を始めるようになる。そして、不動産業を始めてリゾート開発などを手掛ける。　

### ミッション・バラバ
金沢泰裕の紹介で、アーサー・ホーランドに出会う。これが、きっかけで1993年暮れ、鈴木啓之、金沢泰裕、井上薫、中島哲夫など元暴力団員7人とホーランドと松沢秀章ら牧師により聖書研究会（ヤクザ・フェローシップ）が発足する。ヤクザ・フェローシップは後に、ミッション・バラバという伝道団体に名称を変える。
1994年11月にはアメリカ伝道旅行に行く。それ以降、ミッション・バラバのメンバーとして伝道活動を続けている。

### 現在
現在、東大阪市小阪にあるアンテオケ国際神学校・神学院の理事長である。